# 国際経済局 (タイ)
タイ王国外務省国際経済局(タイ語:กรมเศรษฐกิจระหว่างประเทศ、英語：Department of Economic Affairs）は、タイ王国内閣外務省の内部部局の一つ。

## 概要
国際経済局は、総合的な東アジア諸国家、国家群、地域、アセアンを除く国際機関の情勢分析、将来予測を行いつつ、外交政策、戦略の立案を行う。さらにその政策、戦略に基づいて二国間及び多国間経済協力関係を構築することで、国威と国益の保全を達成することを目的とする。

## 下位組織
1. 総務課 （สำนักงานเลขานุการกรม）-局行政関連事務、予算、方針、関連機関との協力連携
2. 経済情報課（กองสนเทศเศรษฐกิจ）-タイ王国の経済関連施策、経済政策を進言をするために国際経済に関する連絡、情報収集、研究、政策、経済発展の分析を行う。またタイ経済に資する民官の連携と便宜供与を行う。
3. 国際経済政策課（กองนโยบายเศรษฐกิจระหว่างประเทศ）-世界経済、金融、流通、投資、テクノロジー、開発に関する情報収集、研究、分析を行いつつ、諸外国や国際機関などの多国間経済協力の実行と政策立案を行う。
4. 連携協力推進課（กองส่งเสริมสัมพันธ์และความร่วมมือ）-地域もしくは広域地域諸国との連携のための情報収集、研究、分析を行いつつ、域内経済協力の推進と強化、投資動向、合意事項の執行と管理を行う。

## 所在地
- バンコク　ラーチャテーウィー区 トゥンパヤータイ地区 シーアユタヤ通り443　シーアユタヤ・ビルディング （อาคารถนนศรีอยุธยา เลขที่ 443 ถนนศรีอยุธยา แขวงทุ่งพญาไท เขตราชเทวี　กรุงเทพมหานคร 10400）

## 関連事項
- 外務省